# وكالة الاستخبارات والأمن للدفاع
وكالة الاستخبارات والأمن للدفاع او الاستخبارات العسكرية التونسية هي مؤسسة عسكرية تونسية تابعة لوزارة الدفاع الوطني بتونس و تعنى بشؤون الأمن العسكري والاستخبارات. كانت تسمى في ما مضى «الإدارة العامة للأمن العسكري» وفي يوم الخميس 20 نوفمبر 2014 عقب اجتماع مجلس الوزراء بقصر الحكومة بالقصبة، تمت المصادقة على مشروع أمرعدد 4208 لسنة 2014 مؤرخ في 20 نوفمبر 2014 يتعلق بإحداث مؤسسة عمومية ذات صبغة إدارية خاضعة لإشراف رئيس الجمهورية التونسية القائد الاعلى للقوات المسلحة و وزارة الدفاع الوطني مع منحها الاسم الحالي. يشغل الجنرال الحبيب الضيف حاليا منصب مدير عام وكالة الاستخبارات منذ 2017 .

## تاريخ
يعود تأسيس الإدارة العامة للأمن العسكري إلى أواخر فترة الستينات، حيث قام الضابط في ذلك الوقت زين العابدين بن علي بتأسيسها وذلك من اجل الاضطلاع بالمهام التالية:
- حماية أفراد وزارة الدفاع الوطني ومعداتها ومنشآتها وأسرارها.
- الاستخبار والاستعلام عن التهديدات المحتملة التي من شأنها أن تمس من أمن القوات المسلحة وأمن البلاد بصفة عامة.
- المساهمة في التوقي من الإرهاب ومكافحته.
- تقديم المشورة للقيادات العسكرية ولوزير الدفاع الوطني.